# Лабинский 1-й казачий полк
1-й Лабинский генерала Засса полк, Кубанского казачьего войска
- Старшинство — 1842 г.

## Формирование полка
Полк был сформирован 25 марта 1841 г. из казаков четырёх станиц Кавказской Линии и нижних чинов Тенгинского и Навагинского пехотных полков. Старшинство полку установлено с 1842 г., а в 1904 г. присвоено шефство знаменитого военачальника Кавказской войны и устроителя Лабинской Линии генерала от кавалерии, барона Засса Г.Х..

## Командиры полка
01.04.1892 - 28.02.1896 - полковник В.Н.Васильчиков
- 28.02.1896 - 03.11.1900 - полковник И.Т.Кусов
- 31.12.1900 - 29.04.1906 - полковник П.М.Булавинов
- 20.05.1906 - 23.11.1908 - полковник Г.Я.Щербина
- 26.11.1908 - 31.03.1911 - полковник А.Т.Кравченко
- 31.03.1911 - 29.04.1915 - полковник А.Ф.Рафалович
- 15.05.1915 - 30.05.1916 - полковник А.В.Носков
- 07.08.1916 - полковник А.Г.Блазнов
- 24.06.1917 – январь 1918 полковник Абашкин, Пётр Степанович

## Знаки отличий
1. Полковое знамя - георгиевское " За отличие при покорении Западного Кавказа в 1864 году ", пожалованное 1865 Июля 20.
2. Знаки отличия на головные уборы " За штурм крепости Геок-Тепе 12-го Января 1881 года " в 5-й и 6-й сотнях, пожалованные 1882 г. Июня 4.
3. Белевая тесьма на воротнике и рукавах мундиров нижних чинов, пожалованная 1908 г. Декабря 6.

## Известные люди, служившие в полку
- Бабиев, Николай Гаврилович
- Фостиков, Михаил Архипович